# Baabe
Baabe est une commune sur l'île de Rügen, dans l'arrondissement de Poméranie-Occidentale-Rügen, Land de Mecklembourg-Poméranie-Occidentale.

## Géographie
Cette station balnéaire se situe entre celles de Sellin et de Göhren sur la presqu'île de Mönchgut.
Sur son territoire se trouve le Mönchgraben, frontière historique séparant la péninsule de l'île entre la mer Baltique et la rivière Beek.
La Bundesstraße 196 et la Rügensche Kleinbahn passent par Baabe.

## Histoire
Le village est mentionné pour la première fois en 1252. Comme l'ensemble de la péninsule de Moenchgut, elle est la propriété de l'abbaye d'Eldena à Greifswald.
L'activité balnéaire apparaît à la fin du XIXe siècle. En 1913, des piscines sont construites. De 1920 à 1927, l'avenue longeant la mer est bâtie par l'initiative du maire Albert Thormann. Chaque année, 3 000 à 4 000 personnes viennent se baigner. L'église est élevée en 1929.
De 1941 à 1945, Baabe reçoit des enfants qui fuient la guerre. En 1953, les autorités communistes exproprient les installations touristiques. Après la réunification en 1990, la commune et les ouvrages balnéaires sont reconstruits.

## Personnalités liées à la commune
- Ludwig Tessnow (1872-1904), tueur en série arrêté à Baabe.
- Horst Bickel (1918-2000), pédiatre.

## Source, notes et références
- (de) Cet article est partiellement ou en totalité issu de l’article de Wikipédia en allemand intitulé « Baabe » (voir la liste des auteurs).